# Peter Candid
Pour les articles homonymes, voir de Witte.
Peter Candid en Allemagne, Pietro Candido en Italie et Pierre Le Blanc en France, dont le nom d'origine était Peter De Witte, Pieter de Witte ou Peter de Wit, né à Bruges en 1548 et mort à Munich en 1628, est un peintre maniériste flamand , auteur de projets de tapisserie, actif en Italie et en Bavière où il travailla pour diverses cours.

## Biographie
Il naquit à Bruges, et émigra avec ses parents à Florence à l’âge de dix ans. Son père était tapissier dans la fabrique de tapisserie nouvellement ouverte à Florence par les Médicis l'Arrazeria Medicea. Son nom de famille originel était selon les auteurs De Witte, de Wit ou de Witte, qu’il changea en Candido en Italie. Il utilisera le nom Candid après son installation en Bavière. Il commença son apprentissage au début des années 1560 auprès d’un maître dont on ne connaît pas le nom.

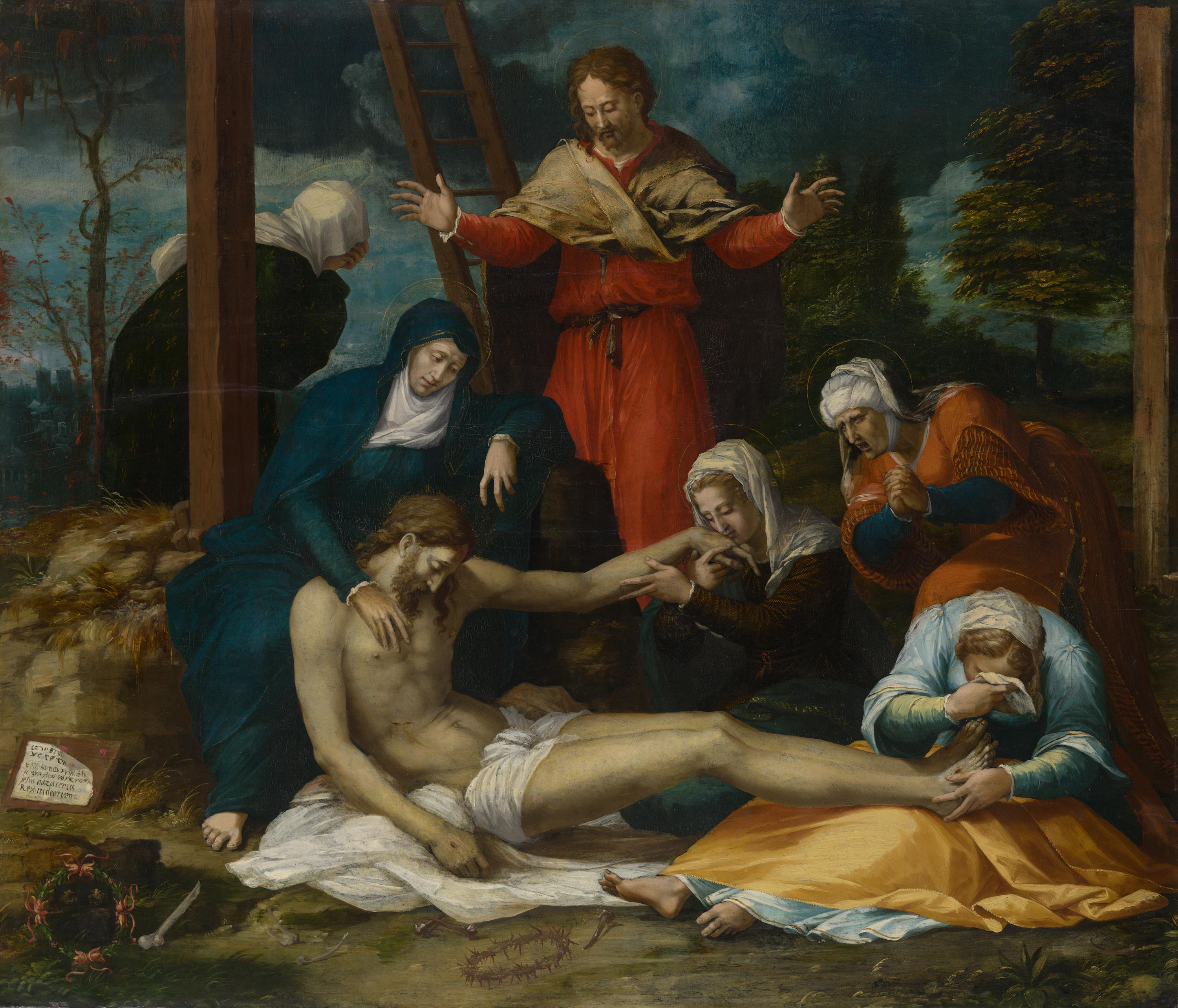
Déploration du Christ

La plus ancienne mention d’une œuvre de Candid concerne un paiement pour une fresque exécutée à Florence en 1569. En 1576, il est pour la première fois mentionné comme membre de l'Accademia del Disegno. Selon le biographe contemporain Karel van Mander qui connut Candid lors de son voyage en Italie, celui-ci travaillait avec Giorgio Vasari à la Sala Regia au Palais apostolique du Vatican, vers 1582-1883. Il travailla aussi avec Vasari pour la coupole de la cathédrale de Florence.
En 1586, il fut engagé par la cour de Munich, sur la recommandation du sculpteur Giambologna. Il fut d’abord peintre de cour pour Guillaume V de Bavière et ensuite pour l’électeur Maximilien Ier de Bavière. Candid exécuta des fresques dans plusieurs bâtiments publics tels que la Résidence de Munich et le Palais Schleissheim. Il fut, durant la période 1600 à 1628, l’artiste le plus en vue à Munich. Il était également actif comme marchand d’art, plus ou moins associé à Philipp Hainhofer (en).

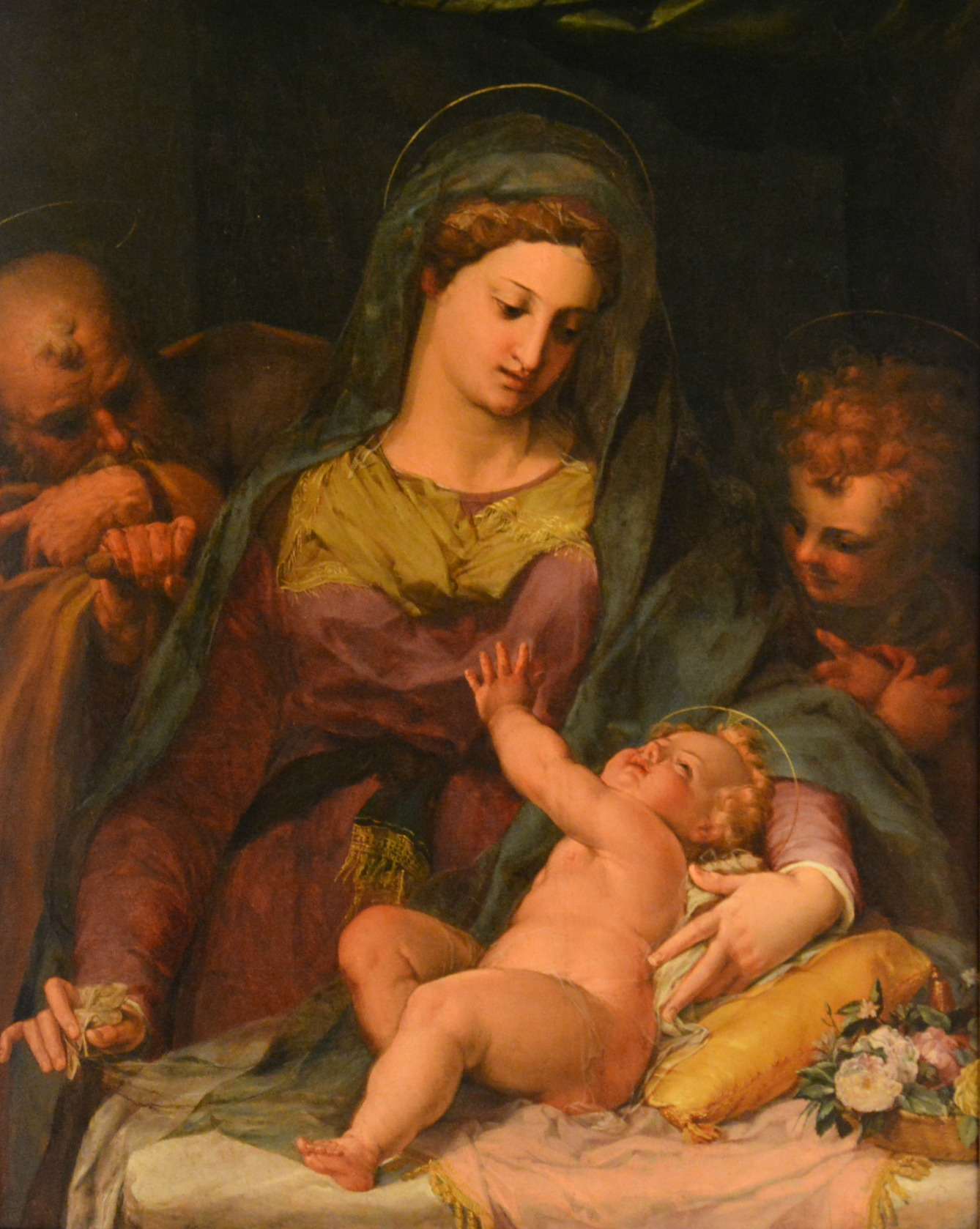
Vierge et l'Enfant avec saint Jean-Baptiste, avant 1585.

Il se maria et eut cinq enfants, dont un fils Wilhelm qui fut peintre entre 1613 et 1625, mais devint ensuite officier de la cour après 1625. Sa fille épousa le graveur Philippe Sadeler.
Il fut le maître de Johann Ulrich Loth (de). Il meurt à Munich. En son souvenir, son nom est donné à un boulevard de Munich et à une station de métro Candidplatz.

## Œuvre
Candid peignit des peintures historiques, des portraits, ainsi que des scènes mythologiques et allégoriques.
La bibliothèque universitaire de Salzbourg conserve de lui des dessins portant la signature : P. Cand. pinxit.
Les Beaux-Arts de Paris possèdent un dessin de Candid intitulé La Vierge à l'Enfant sur un trône, entourée de saint Etienne et de saint Laurent (plume, encre brune, lavis d'encre de Chine et rehauts de blanc sur un papier lavé de bistre, H. 0,230 ; L. 0,345 m). Ce dessin peut être mis en relation avec la gravure réalisée par Jan Sadeler l'Ancien en 1590 d'après la composition de Peter Candid, elle est également conservée aux Beaux-Arts de Paris. Cette gravure est dédiée à Ferdinand de Bavière, fils de Guillaume V et frère de Maximilien Ier de Bavière.